# Sant'Agostino, Emilia-Romagna
Sant'Agostino är en ort och frazione i kommunen Terre del Reno i provinsen Ferrara i regionen Emilia-Romagna i Italien. 
Kommunen upphörde den 1 januari 2017 och bildade med den tidigare kommunen Mirabello den nya kommunen Terre del Reno. Den tidigare kommunen hade 6 842 invånare (2016).